# Спітама
Спітама (* до 565 р. до н. е.; † 550 р. до н. е.) — за повідомленнями Ктесія, був чоловіком Амітіс, дочки мідійського царя Астіага. Історики вважають Спітаму родичем самого Заратуштри.

## Передісторія
За свідченнями Ктесія, після поразки від Кіра II цар Астіаг у 550 р. до н. е. втік з поля бою до палацу в Екбатані і був укритий там Спітамою та його дружиною Амітіс. Потім Кір II взяв Спітаму та Амітіс у заручники, щоб дізнатися, де знаходиться Астіаг. Спітама вдав, що не знає місцезнаходження царя. Коли Кір II у гніві хотів наказати піддати обох тортурам, Астіаг добровільно здався. Шлюб Амітіс і Спітами був розірваний після страти Спітами на підставі того, що він збрехав Кіру II.

## Критика джерел
Клинописні джерела, що підтверджують цю історію, відсутні, через що історики сумніваються в її достовірності.